# MNOP
MNOP（えむえぬおーぴー）は俳優、殺陣振付師である鵜飼主水と、脚本・演出家、俳優である萩原成哉が立ち上げた団体。
「もんどなるやオリジナルプロジェクト」の略で「あなたのためのエンターテインメント」を掲げ活動する演劇プロジェクトである。
鵜飼・萩原の2人にゲストを加えた形での朗読劇を主体としており、朗読劇ではあるが間に無声劇が盛り込まれるなど独自の演出で舞台が展開されて行くのが特徴。
2021年には「劇団 MNOP」としての活動も発表、2022年にMNOP史上１番の大人数からなる公演「悪を以って愛と成す」も行われた
ファンクラブも開設されており、ファンクラブ会員は「おぴにすた」と呼ばれる

## 経歴
2018年3月結成、同月に初上演となる朗読劇「始まりの詩」（はじまりのうた）を発表。
小規模劇場における朗読劇やファンイベントなどの活動を積極的に行い、2019年には初となる地方公演を大阪で行った。
公式グッズとしてスタンプ帳が販売されており、公演・イベント毎に用意されたスタンプを集めると個数によって記念品と交換できる。
2019年にはMN降臨MNンタクロースと称して、MNOPの二人が自らファンの元に出向くと言う企画も実地された。
2020年1月1日までにMNOPTwitterのフォロワー数が2020人を超えたら、MNOPバスツアーを開催する事が約束されていたが達成ならず。
2020年11月に新たな朗読劇シリーズとして「始まりの路」を発表。
2020年12月に行われたイベントで劇団MNOPとしての第一弾「個室」の大阪での公演が発表された。
2021年2月にファンクラブ開設のお知らせ、同年3月16日（2018年「始まりの詩」初演日）に合わせて会員募集、開設された。
2022年4月に新たなシリーズとして「始まりの箱」を発表、前回までのゲスト１人を迎えての３人体制からゲスト２人を迎えての４人体制としてアナウンスされた
2023年6月、本公演#8「旅立ちの箱」をもって萩原が脚本・演出家活動に専念するために俳優活動休止、以降のMNOP公演においても脚本と演出は担当するものの舞台からは退く旨を発表した
2024年3月、MNOPふぁんみにて俳優活動の休止を発表した萩原に代わり、富田翔が１年間の期間限定でMNOP+S（読みは「えむえぬおーぴーえす」でプラスは発音しない）として加入する事を発表
同時に富田を加えた新たな朗読劇「門シリーズ」が発表された

## 公演

### MNOP
- #0「始まりの詩」[6]（2018年3月、LiveStage hodgepodge[7]）ゲスト：山木透
- #1「紡がれし詩」（2019年2月、高島平バルスタジオ）ゲスト：佐藤弘樹
- #2「旅立ちの詩」[8]（2019年6月、大阪市立芸術創造館）ゲスト：秋葉友祐　7日アフタートークイベントゲスト：星璃
- #3「始まりの路」（2020年12月、TACCS1179）ゲスト：中尾拳也
- #4「紡がれし路」（2021年４月、ザムザ阿佐谷）ゲスト：佐藤弘樹
- #5「旅立ちの路」（2021年12月、高島平バルスタジオ）ゲスト：上遠野太洸
- #6「始まりの箱」（2022年6月、シアターKASSAI）ゲスト：須永風汰、石川竜太郎
- #7「紡がれし箱」（2023年3月、シアターKASSAI）ゲスト：佐藤弘樹、中尾拳也
- #8「旅立ちの箱」（2023年6月、シアターグリーン BASE THEATER）ゲスト：秋葉友祐、上遠野太洸

#### MNOP+S
- #1「始まりの門」（2024年6月、RouteTheater）ゲスト：竹中凌平、鈴野まや
- #2「紡がれし門」（2024年11月、RouteTheater）ゲスト：秋葉友佑、恒木真優
- #3「旅立ちの門」（2025年3月、東京：RouteTheater、大阪：扇町ミュージアムキューブCUBE2、福岡：ぽんプラザホール）ゲスト：高崎翔太、野口真緒

### 劇団MNOP
- #1 舞台「個室」（2021年2月、HEP HALL）出演：秋葉友祐・上遠野太洸・佐藤弘樹
- #1 舞台「個室」東京凱旋公演（2021年3月、上野ストアハウス）出演：秋葉友祐・上遠野太洸・佐藤弘樹
- #2 eeo Stage action「悪を以って愛と成す[9]」[10]（2022年10月、CBGKシブゲキ!!）
- #3 eeo Stage action「悪を絶って、愛と死す」（2023年7月、CBGKシブゲキ!!）

### MNOP企画
- 朗読劇『誰も聞かないラジオの流れるカフェでのお話』（2022年1月、高島平バルスタジオ）[11]

## イベント
- 「旅立ちの詩」〜カジュアルイベント公演〜[12] （2019年12月、高島平バルスタジオ）ゲスト：秋葉友祐
- MNOP24時間ツイキャス〜サブタイトルは、◯◯◯◯！〜[13]（2020年5月8日-9日、ツイキャス）
- MNOP Radioやるってよ！〜公開収録イベント〜（2020年6月、R's アートコート）
- おぴスマスイブ〜新シリーズ始まる前に“詩シリーズ”振り返りしちゃおうイベント〜[14]（2020年12月24日、TACCS1179）
- おぴスマスイブ〜鵜飼JAPAN vs 萩原JAPAN〜[15] （2021年12月24日、高島平バルスタジオ）
- 始まりの箱DVD発売記念！「一部上映会&トークショー！」（2022年7月、池袋ミュージックスタジオフォルテ）
- MNOPふぇす（2022年12月、シアター・アルファ東京）
- NEW YEAR BRIDGE LIVE featuring MNOP Fes.（2023年12月31日-2024年1月1日、有楽町アイマショウ）
- 2024→2025カウントダウンライブ＆トークショー！feet.MNOPふぇす!!（2024年12月31日-2025年1月1日、Restaurant & BarLounge MEDUSA）

## ファンミーティング
- MNOP的ファンミーティング？！｢other menu ~ほっと一息ついていきませんか？~｣（2018年７月、下北ドーン）
- MNOP的カウントダウンイベント〜感謝と観者の終わり始まり〜（2018年12月31日−2019年1月1日、新宿シアターミラクル）
- MNOP的ふぁんみ〜夏祭り編〜（2019年8月、下北ドーン）
- MNOP的カウントダウンイベント2019（2019年12月31日-2020年1月1日、高島平バルスタジオ）
- MNOリンピック2021～夏の定番⁈ふぁんみーてぃんぐ～（2021年8月、高島平バルスタジオ）
- MNOP FC会員限定イベント「おぴにすた感謝day」（2022年6月、池袋ミュージックスタジオフォルテ８階イベントスタジオ）
- FC会員限定イベント MNOP夏のふぁんみ「５周年だからTシャツも作っちゃうよSP」（2023年7月、スペシャルカラーズ）
- MNOP「MNOP春のふぁんみ~富田翔を添えて～」（2024年3月、てあとるらぽう)
- MNOP「MNOP夏のふぁんみ2024」（2024年7月、東京：アトリエファンファーレ高円寺/大阪：新世界ZAZA HOUSE）
- MNOPふぁんみ〜ごーるでんうぃーくすぺしゃる〜（2025年5月、RouteTheater)

## その他
- 熱血映画対談！〜新人監督映画祭特別企画〜（2019年6月、秋葉原UDX THEATER）
- M-1グランプリ予選1回戦出場（2019年9月、シダックスカルチャーホールA）-合格
- M-1グランプリ予選2回戦出場（2019年10月、雷5656会館ときわホール）-敗退
- M-1グランプリ予選1回戦出場（2020年9月、シダックスカルチャーホールA）-敗退
- M-1グランプリ予選1回戦出場（2021年10月、シダックスカルチャーホールA）- 合格
- M-1グランプリ予選2回戦出場（2021年10月、雷5656会館ときわホール）- 敗退
- vol.1「WARAZI」（2022年3月、シアターミネルヴァ）
- vol.2「WARAZI」（2022年4月、シアターミネルヴァ）
- vol.3「WARAZI」（2022年7月、シアターミネルヴァ）
- KaiRan-Van「3周年記念配信」（2022年8月、配信）- ゲスト
- M-1グランプリ予選1回戦出場（2022年9月、大宮ラクーンよしもと劇場）-
- APPスペシャルイベント「SECRET PARTY」（2023年8月、BravePoint新宿店）
- 遠藤しずかBIRTHDAY EVENT2023（2023年10月、ブルースクエア四谷）- 1部ゲスト

## スタンプラリー記念品
- MNOPフォトブック
- 詩シリーズモチーフのアクリルキーホルダー
- 始まりの路ポスターカレンダー
- MNOPコースター
- 鵜飼主水デザイン画のアクリルキーホルダー

## 公式
- 公式HP : MNOP
- X：MNOP
- TikTok：MNOP
- X：鵜飼主水
- X：萩原成哉